# دهستان ندوشن
ندوشن، دهستانی از توابع بخش ندوشن شهرستان میبد در استان یزد ایران است.

## جمعیت
براساس سرشماری سال ۱۳۹۵ جمعیت آن ۶۹۷ نفر (۳۶۰ خانوار) بوده‌است.